# Kleine groene sabelsprinkhaan
De kleine groene sabelsprinkhaan (Tettigonia cantans) is een rechtvleugelig insect uit de familie van de sabelsprinkhanen (Tettigoniidae) en de onderfamilie Tettigoniinae.

## Kenmerken
Mannetjes bereiken een lengte van 21 tot 31 millimeter; de vrouwtjes zijn 29 tot 33 mm lang. De forse, gedrongen sprinkhaan is een van de grotere soorten die in de Benelux voorkomt. De lichaamskleur is groen, veel exemplaren hebben een bruine band over de kop, het halsschild en vleugelbasis. Zowel bij de mannetjes als de vrouwtjes reiken de vleugels tot aan de achterlijfspunt. De mannetjes hebben korte, iets van elkaar afwijzende cerci, die een klein uitsteeksel hebben aan de binnenzijde van de basis. Het vrouwtje is te herkennen aan de lange en kaarsrechte legboor.

### Onderscheid met andere soorten
De kleine groene sabelsprinkhaan is ondanks de naam een van de grotere soorten van Nederland en België, maar blijft kleiner dan de grote groene sabelsprinkhaan en de wrattenbijter. Met de zeer gedrongen en meer kleurrijke wrattenbijter is het onderscheid duidelijk te maken, de grote groene sabelsprinkhaan heeft vleugels die duidelijk reiken tot achter de achterlijfspunt.

## Verspreiding en habitat
De kleine groene sabelsprinkhaan komt voor in centraal en zuidelijk Europa, in België vooral in Limburg en het zuiden van België. In Nederland is de soort op drie plaatsen in het oosten te vinden. De eerste populatie bevindt zich in de gemeente Hof van Twente nabij Elsen. De tweede populatie is te vinden in de gemeente Brummen bij het plaatsje Rhienderen. De derde populatie bevindt zich net ten oosten van Apeldoorn tot aan Wilp-Achterhoek, aan beide kanten van de snelweg A1. De habitat bestaat uit ruige vegetatie, vrijwel altijd bij bossen, zowel langs bosranden als open plekken in het bos, ook langs spoorwegen. In Centraal-Europa is de sprinkhaan voornamelijk in berggebieden te vinden. In noordelijk Denemarken is de soort in een groot gebied uitgestorven.

## Levenswijze
De kleine groene sabelsprinkhaan is actief gedurende de maanden juni tot en met oktober, de mannetjes laten zich vooral horen tussen drie uur in de middag tot drie uur 's nachts. Het geluid bestaat uit een ratelachtig gezoem dat sterk aanzwelt en zo'n 4 tot 8 seconden aanhoudt. Op het menu staan voornamelijk andere insecten, planten zoals grassen, en dode insecten.

## Houden van de dieren
Er moet voor gezorgd worden dat de dieren 5 à 10 vierkante centimeter per dier heeft en dat er genoeg licht en lucht aan kan komen.
Vervolgens hebben de dieren elke dag verse planten en insecten (mieren, bladluizen, vliegen, kleine kevers, bijna alles wat kleiner is
dat één cm) nodig. Ook moet er een schaaltje met maximaal 0,5 cm water in staan of gewoon met een licht sproeier wat spuiten.

## Afbeeldingen

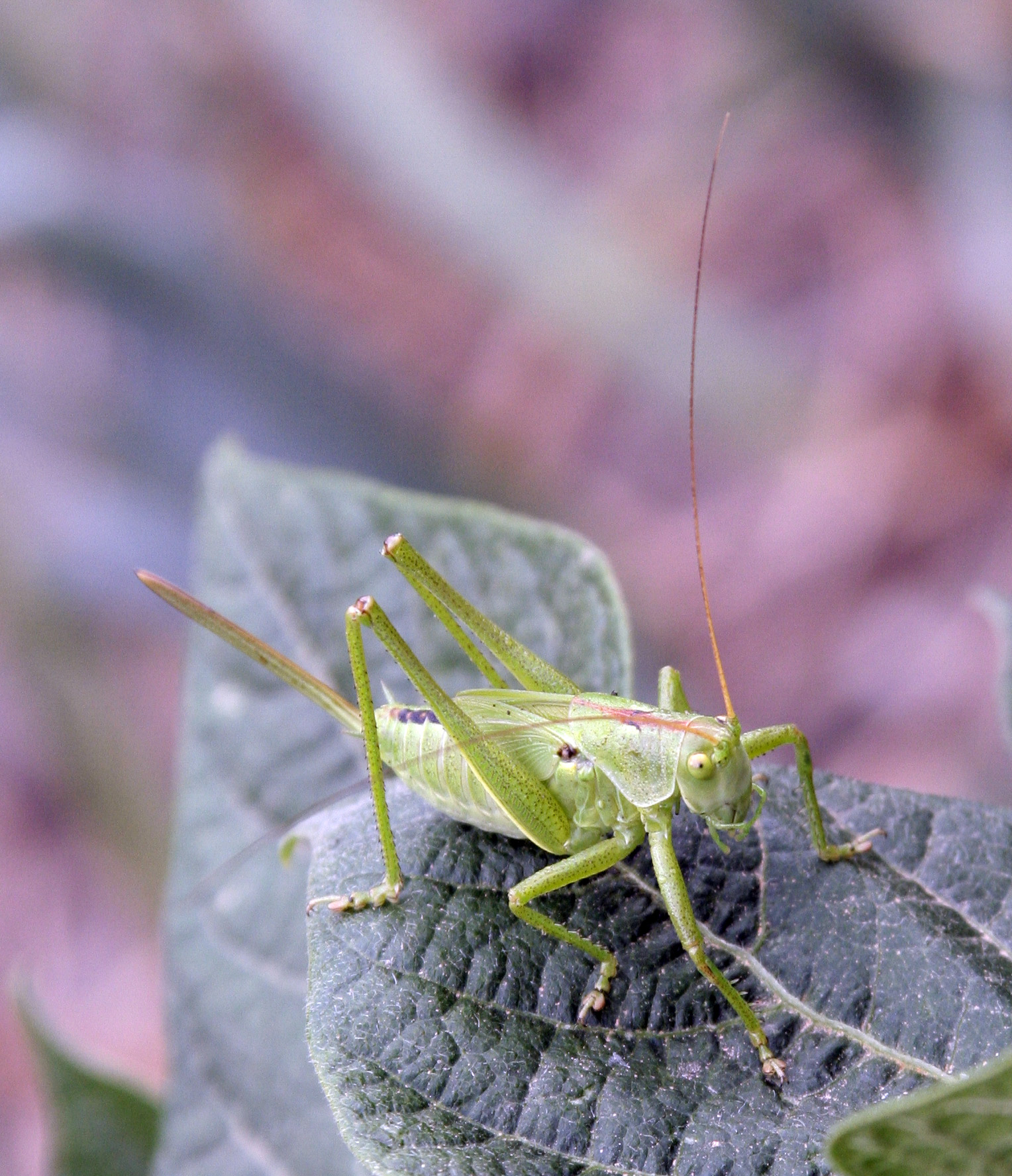
Vrouwtje (nimf)
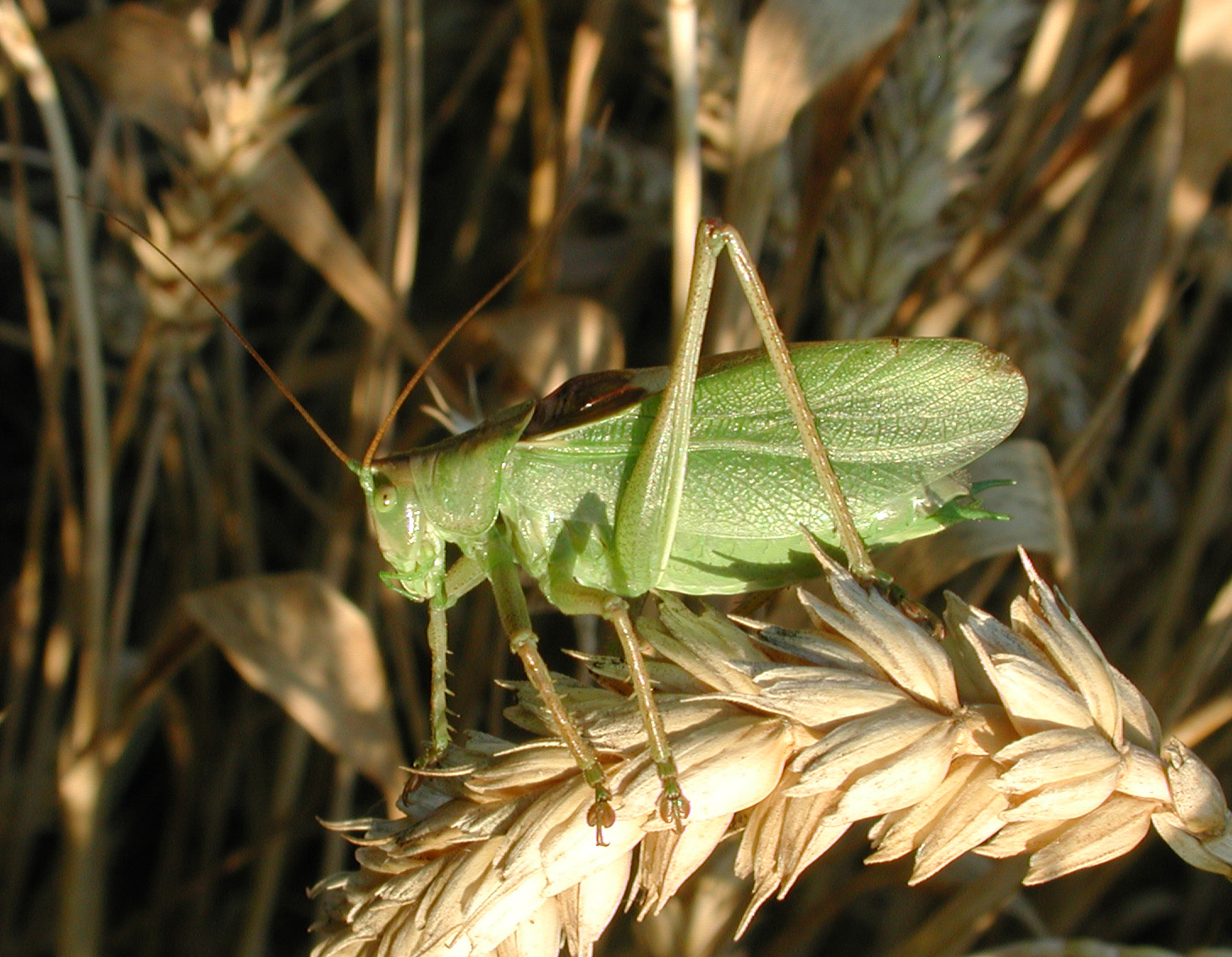
Mannetje
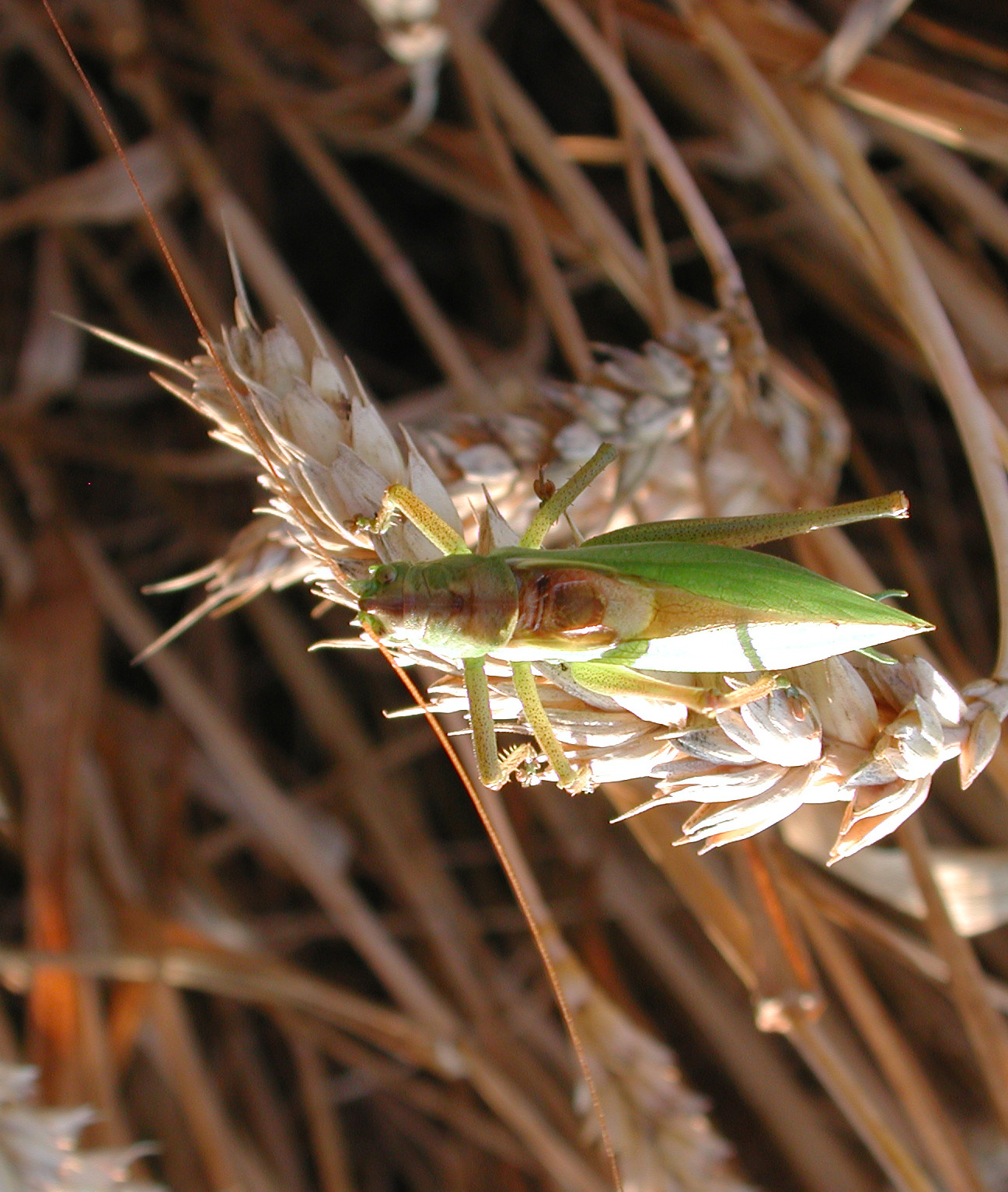
Mannetje
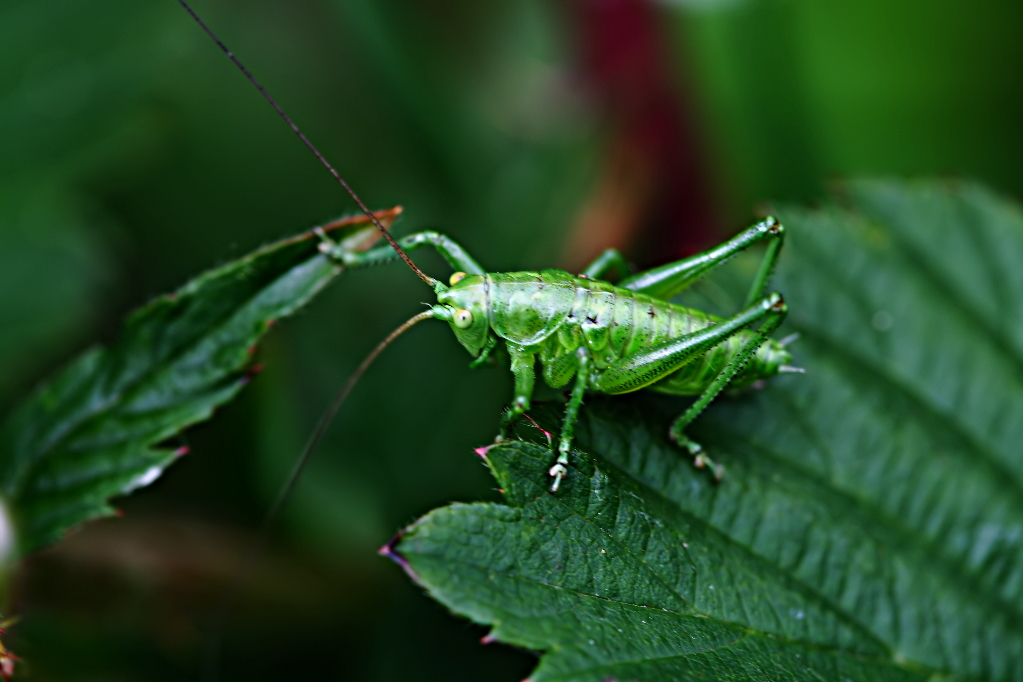
Mannetje (nimf)